# Oberea pagana
Oberea pagana är en skalbaggsart som beskrevs av Edgar von Harold 1880. Oberea pagana ingår i släktet Oberea och familjen långhorningar.
Artens utbredningsområde är Kenya. Inga underarter finns listade i Catalogue of Life.